# Wygnanka (powiat radzyński)
Wygnanka – wieś w Polsce położona w województwie lubelskim, w powiecie radzyńskim, w gminie Kąkolewnica.
| SIMC    | Nazwa     | Rodzaj    |
| ------- | --------- | --------- |
| 0013669 | Anielki   | kolonia   |
| 1024468 | Dziaduchy | część wsi |

W latach 1975–1998 miejscowość należała administracyjnie do województwa bialskopodlaskiego.
Wieś stanowi sołectwo gminy Kąkolewnica. Według Narodowego Spisu Powszechnego z roku 2011 wieś liczyła 330 mieszkańców.
Wierni Kościoła rzymskokatolickiego należą do parafii św. Mikołaja w Międzyrzecu Podlaskim.